# Amalie von Schweden

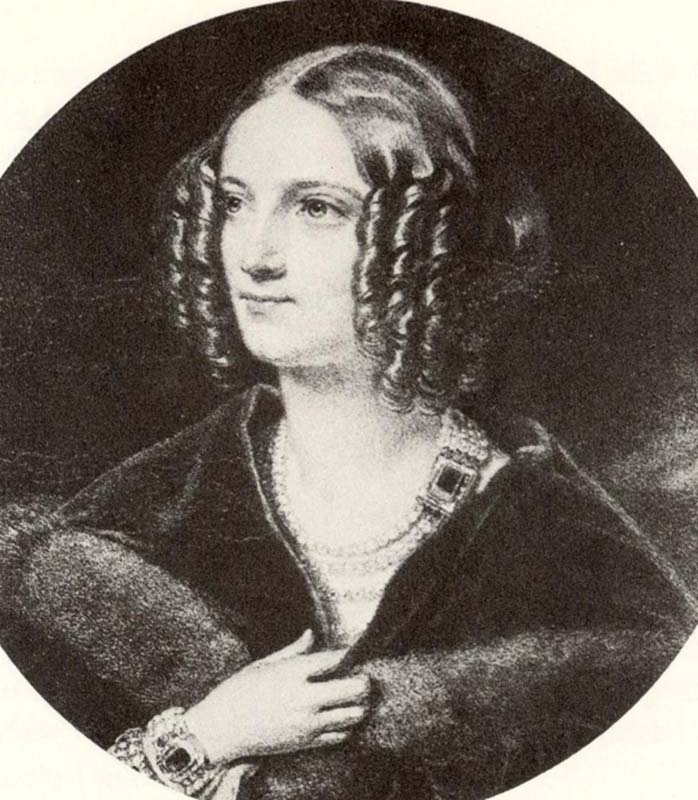
Amalie von Schweden, Lithographie von Josef Kriehuber nach einer Zeichnung von Franz Schrotzberg, 1841

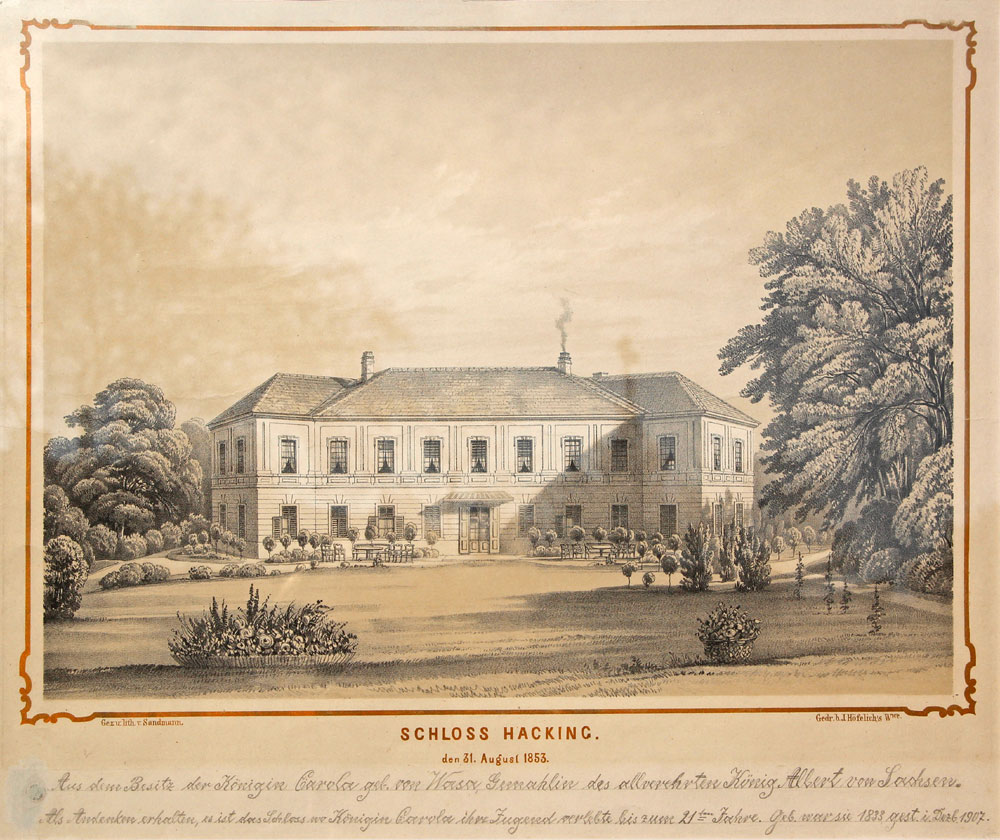
Schloss Hacking, Lithographie von Franz Josef Sandmann, 1853

Prinzessin Amalie Maria Charlotta von Schweden (* 22. Februar 1805 in Stockholm; † 31. August 1853 in Hacking bei Wien) war eine Tochter von König Gustav Adolf IV. von Schweden (1778–1837) aus dem Haus Wasa aus dessen Ehe mit Prinzessin Friederike von Baden (1781–1826).

## Leben
Ihr Vater wurde 1809 als schwedischer König entthront und 1810 des Landes verwiesen. 1812 ließen sich ihre Eltern scheiden. Die Mutter zog Amalie und ihre drei Geschwister daraufhin bei ihrer Mutter, der Markgräfin Amalie von Baden, in Schloss Bruchsal auf. Schon als Kind erkrankte Amalie an Rachitis und blieb unverheiratet und kinderlos. 
Um 1830 zog sie nach Hacking bei Wien zu ihrem Bruder Prinz Gustav von Schweden, der dort 1832 das Hackinger Schlösschen gekauft hatte. Sie nannte sich nun „Amalie von Wasa“ und verkehrte meist in Gesellschaft ihrer Hofdame Sophie von Scharnhorst. Sie war sehr kultur- und musikinteressiert und unter anderem mit Jenny Lind befreundet.
Mit 48 Jahren starb sie am 31. August 1853 um 23:30 Uhr in Schloss Hacking „in Folge eines Herzkrampfes“. Ihre Leiche wurde nach Oldenburg überführt und dort im Herzoglichen Mausoleum beigesetzt.